# The Guns of Brixton
Pour le groupe français, voir Guns of Brixton.
Pistes de London Calling
Clampdown
(B.4) Wrong 'em Boyo
(C.1)
The Guns of Brixton (« les armes à feu de Brixton ») est une chanson des Clash, parue en 1979 sur leur troisième album London Calling. Écrite et composée par le bassiste du groupe, Paul Simonon, elle revêt pour lui une importance particulière, étant lui-même natif de Brixton (tout comme Mick Jones), une localité de la banlieue sud de Londres aux fortes influences reggae,. Le texte de la chanson fait notamment référence au film The Harder They Come et, avec la ligne de basse, prend un air menaçant, malgré un rythme légèrement reggae. Une version un peu plus pesante et plus rapide que celle que l'on trouve sur London Calling apparaît sur la compilation live de 1999 : From Here to Eternity: Live. Cette chanson avait en outre été reprise dès 1980 sur l'album Sandinista!, où la fille de Mickey Gallagher chante sur une version pour piano à la fin du titre Broadway. Une version précoce de la chanson, sans paroles, est par ailleurs parue en 2004 à l'occasion des Vanilla Tapes, sous le titre Paul's Tune.

## Thème
The Guns of Brixton évoque les tensions entre policiers et immigrants dans ce quartier de Londres. Interprétée dès 1979 sur l'album London Calling, cette chanson anticipe les affrontements violents (race riots) survenus à Brixton en 1981.
La chanson fait référence à l'état d'esprit des bandes de Brixton : désespérées, matérialistes, et condamnées (« The money feels good / And your life you like it well / But surely your time will come »). Elle se construit autour de l'évocation des violences policières : ouvrant le titre (« When they kick at your front door / How you gonna come? ») et reprise par le refrain, une interpellation directe des forces de l'ordre, cette menace scande la description de l'existence à Brixton. Y répond la promesse d'une résistance armée : « You can crush us /You can bruise us /But you'll have to answer to /Oh, the guns of Brixton ».

## Personnel
- Paul Simonon – chant, basse en studio, guitare rythmique pour les performances live
- Mick Jones – guitare solo, chœurs
- Joe Strummer – guitare rythmique en studio, basse pour les performances live
- Topper Headon – batterie

avec
- Mickey Gallagher – orgue

## Single
À l'origine, en 1979, aucun single de cette chanson n'est extrait de l'album London Calling. En revanche, CBS Records sort un single sur CD de The Guns of Brixton pour l'édition remastérisé de l'album en juillet 1990. Le titre atteint la 57e place des charts britanniques.
Le single contient alors les chansons suivantes :
1. Return to Brixton — 3:47
2. Return to Brixton — 6:55
3. Return to Brixton (SW2 Dub) — 6:00
4. The Guns of Brixton — 3:09

## Reprises
La chanson a été reprise par de nombreux groupes au fil des ans, tels que :
- le groupe argentin Los Fabulosos Cadillacs, sur l'album live En Vivo en Buenos Aires (1994)
- le groupe de punk celtique américain Dropkick Murphys, sur l'album hommage City Rockers - A Tribute to The Clash (1999).
- Jeff Klein, sur White Riot Vol One - A Tribute to The Clash (2003)
- The Bandits et Mad Professor, sur A Tribute to The Clash - White Riot, Vol Two (2003)
- Nouvelle Vague, avec la chanteuse Camille, sur A Tribute to The Clash - White Riot, Vol Two (2003), puis sur son premier album homonyme (2004)
- le groupe de punk allemand Die Toten Hosen, en face B du single Freunde (2005)
- Calexico, single The Guns of Brixton - Interior of a Dutch House (2006)
- Les Touffes Kretiennes, sur Crazy Punk Brass Band (2007)
- Adrien des BB Brunes [Emission Taratata 6 juin 2008]
- Santogold (Guns of Brooklyn), sur la mixtape Top Ranking: A Diplo Dub (2008)
- Le groupe de punk Heyoka (Live aux Tanneries de Dijon en 2009)
- Jimmy Cliff, sur Sacred Fire EP (2011)
- Anti-Flag, en medley avec I Fought the Law sur Complete Control Recording Sessions (2011)
- Le groupe Rupa & the April Fishes (album Build, 2012)
- Le groupe Waow (Live à Strasbourg, 2013)
- Burning Heads, sur Escape Alive! (2017)
- La chanteuse-compositrice américaine Mattiel, sur Double Cover EP (2020)
- Arcade Fire[5],
- Red Hot Chili Peppers[5],
- Bolchoi,
- Optimus Rhyme,
- My Red Hot Nightmare,
- Inner Terrestrials, originaires de Brixton,
- le groupe de psychobilly français Voodoo Devils
- le groupe de street punk polonais The Analogs,
- le groupe de punk hardcore allemand The Deadstock,
- le groupe rock français Déportivo
- Le groupe Poney Express
- Le groupe de ska punk Union Jack

La ligne de basse a aussi été samplée dans Dub Be Good to Me de Beats International (1990) et dans What's Your Number? de Cypress Hill (2004).